# LSU Tigers

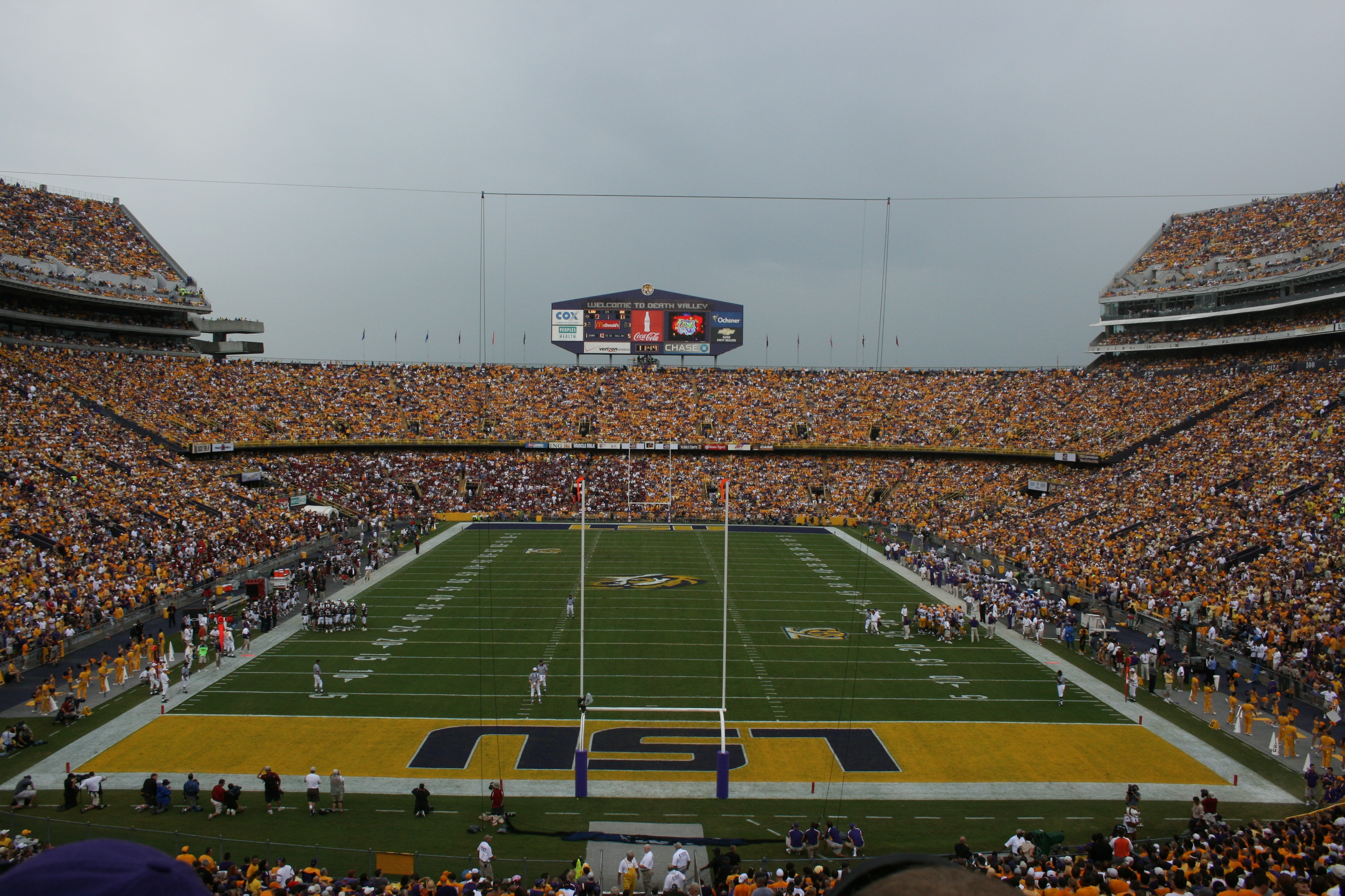
Tiger Stadium.

LSU Tigers (español: Tigres de la Estatal de Luisiana) es el nombre de los equipos deportivos de la Universidad Estatal de Luisiana, que se encuentra situada en la ciudad de Baton Rouge. Sus 21 equipos participan en las competiciones universitarias de la NCAA, en concreto en la Southeastern Conference (SEC).

## Apodo
Su apodo proviene del sobrenombre de las tropas de infantería del estado de Luisiana que lucharon en el ejército de los Estados Confederados durante la guerra civil estadounidense. Lo hicieron tan fieramente que fueron conocidas como los Tigres de Luisiana. A los equipos de LSU También se les conoce como Fightin' Tigers. Para las competiciones donde hay equipos masculinos y femeninos, se usa el apodo de Lady Tigers para las féminas.

## Deportes

### Baloncesto
El equipo masculino de baloncesto fue creado en el año 1909. Ganaron el campeonato nacional en 1935, y han llegado en 4 ocasiones a la Final Four, además obtuvo 11 campeonatos de Conferencia.
El equipo femenino de baloncesto fue creado en el año 1975. Ganaron el campeonato nacional en 2023, llegó a la Final Four en 6 ocasiones y también ganó 2 campeonatos de la SEC de temporada regular y 3 títulos de torneos de la SEC.

#### Jugadores destacados
Hay muchos jugadores de los LSU que han acabado en la NBA pero, hay dos jugadores en la historia de los LSU Tigers que destacan sobre los demás: Pete Maravich y, el cuatro veces campeón de la NBA, Shaquille O'Neal.
| Año  | Jugador          |
| ---- | ---------------- |
| 1970 | Pete Maravich    |
| 1991 | Shaquille O'Neal |

| Año  | Jugadora         |
| ---- | ---------------- |
| 2005 | Seimone Augustus |
| 2006 | Seimone Augustus |

| Año  | Entrenador(a) |
| ---- | ------------- |
| 1981 | Dale Brown    |

| Año  | Jugador(a)       |
| ---- | ---------------- |
| 1990 | Chris Jackson    |
| 2003 | Seimone Augustus |
| 2016 | Ben Simmons      |

| Jugador          | Año(s)           |
| ---------------- | ---------------- |
| Pete Maravich    | 1968, 1969, 1970 |
| Rudy Macklin     | 1981             |
| Chris Jackson    | 1989, 1990       |
| Shaquille O'Neal | 1991, 1992       |
| Stromile Swift   | 2000             |
| Brandon Bass     | 2005             |
| Glen Davis       | 2006             |
| Marcus Thornton  | 2009             |

| Jugador      | Año(s)  |
| ------------ | ------- |
| Brandon Bass | 2003–04 |
| Glen Davis   | 2004–05 |
| Tyrus Thomas | 2005–06 |
| Ben Simmons  | 2015–16 |

#### Miembros delBasketball Hall of Fame
| Jugador(a)       | Posición  | Años en LSU | Elegido en |
| ---------------- | --------- | ----------- | ---------- |
| Bob Pettit       | Alero     | 1950-1954   | 1971       |
| Pete Maravich    | Base      | 1966-1970   | 1987       |
| Shaquille O'Neal | Pívot     | 1990-1992   | 2016       |
| Seimone Augustus | Ala-Pívot | 2002-2006   | 2024       |

### Fútbol americano

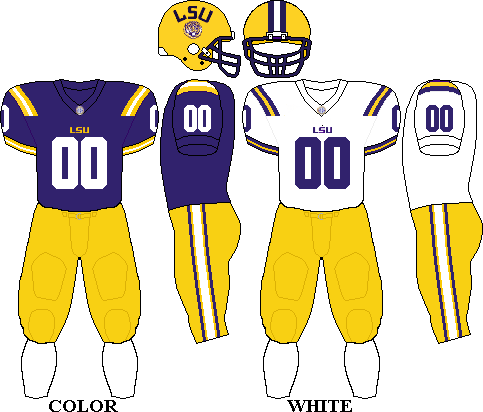
uniformes del equipo de fútbol americano.

El equipo de fútbol americano de LSU se creó en 1893. Disputa sus encuentros en el Tiger Stadium, con capacidad para 102.321 espectadores, el sexto aforo más grande del país. El equipo ha conseguido cuatro campeonatos nacionales en 1958, 2003, 2007 y 2019, así como seis Sugar Bowl y 16 campeonatos de Conferencia.

### Gimnasia femenina
Las Lady Tigers compiten en la SEC. Disputan sus encuentros en el Pete Maravich Assembly Center. Pese a no haber ganado ningún campeonato nacional, son consideradas unas de las más fuertes universidades en la NCAA.